# Bathycotyle coryphaenae
Bathycotyle coryphaenae är en plattmaskart. Bathycotyle coryphaenae ingår i släktet Bathycotyle och familjen Bathycotylidae. Inga underarter finns listade i Catalogue of Life.